# Juan Burgueño
Juan Burgueño, vollständiger Name Juan Burgueño Pereira, (* 4. Februar 1923 in Montevideo; † 21. September 1997) war ein uruguayischer Fußballspieler, der 1950 Fußball-Weltmeister wurde, aber insgesamt nie ein Länderspiel bestritten hat.

## Karriere

### Verein
Der dunkelhäutige Burgueño wurde in der zwischen den Straßen Larrañaga und Alicante gelegenen montevideanischen Straße Comodoro Coe im Barrio Buceo geboren. Andere Quellen verorten ihn als Sohn des Barrio La Unión. Zu Beginn seiner Karriere spielte Offensivakteur Burgueño für Sud América. Dort gehörte er zunächst der Nachwuchsmannschaft an und rückte 1945 in die Erste Mannschaft auf. 1947 ist ein Engagement beim Club Atlético Atlanta aus dem Viertel Villa Crespo der argentinischen Hauptstadt Buenos Aires für ihn verzeichnet. Von 1948 bis 1955 stand er sodann in Reihen des in Montevideo angesiedelten Vereins Danubio. Insgesamt absolvierte er mehr als 200 Partien für den Club aus Montevideo. 1954 erreichte er mit der uruguayischen Vizemeisterschaft sein bestes Ergebnis auf Vereinsebene. Im Folgejahr war er auch an der Tournee Danubios durch Mexiko und Zentralamerika beteiligt.

### Nationalmannschaft
Burgueño war auch Mitglied der uruguayischen Fußballnationalmannschaft. Nachdem er bereits mit der Celeste an der Copa Río Branco 1946 teilnahm und 1947 in der Nationalmannschaft debütierte, gehörte er auch zum Aufgebot bei der Fußball-Weltmeisterschaft 1950 in Brasilien. Da Burgueño bei dem Turnier nicht eingesetzt wurde sowie zuvor und nach der Weltmeisterschaft ebenfalls keine Länderspiele für sein Heimatland absolviert hatte, ist er einer der Spieler, die Fußballweltmeister geworden sind, ohne jemals ein Länderspiel absolviert zu haben. Zuvor gelang dieses "Kunststück" bereits den Italienern Giuseppe Cavanna und Pietro Arcari bei der Weltmeisterschaft 1934 sowie deren Landsleuten Aldo Donati und Bruno Chizzo bei der Weltmeisterschaft 1938.

### Erfolge
- Weltmeister: 1950